# 坂城駅
坂城駅（さかきえき）は、長野県埴科郡坂城町大字坂城にあるしなの鉄道・日本貨物鉄道（JR貨物）しなの鉄道線の駅である。
日中の快速電車は停車するが、朝夕の快速と「しなのサンライズ号・しなのサンセット号」は通過する。
北陸新幹線開通前は、特急「あさま」の一部も停車した。

## 歴史

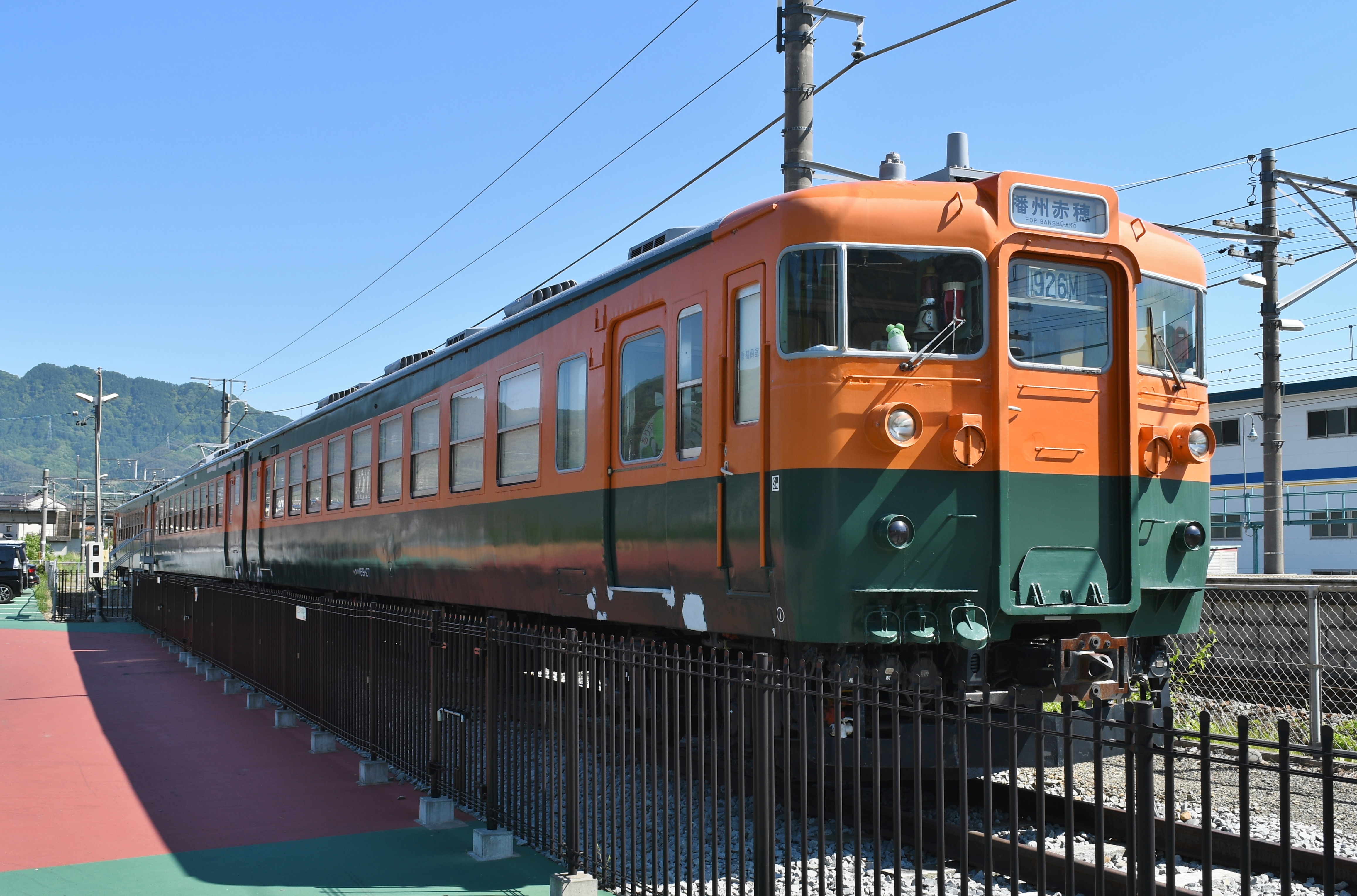
169系S51編成静態保存（2022年5月）

- 1888年（明治21年）8月15日：官設鉄道信越線の駅として開設[1][2]。
- 1978年（昭和53年）9月22日：専用線発着を除く車扱貨物取扱廃止[2]。
- 1984年（昭和59年）2月1日：荷物扱い廃止[2]。
- 1987年（昭和62年）4月1日：国鉄分割民営化に伴い、JR東日本・JR貨物の駅となる[2]。
- 1997年（平成9年）10月1日：北陸新幹線開通に伴う経営分離に伴い、JR東日本の駅がしなの鉄道に移管[2]。
- 2002年（平成14年）3月23日：石油輸送高速貨物列車新設。
- 2013年（平成25年）3月29日：169系S51編成（クモハ169-1＋モハ168-1＋クハ169-27）を当駅側線での展示が決定。
- 2022年（令和4年）4月1日：土曜・休日を無人化[3]。
- 2026年（令和8年）春季：交通系ICカード「Suica」利用サービス開始（予定）[4]。

## 駅構造
島式ホーム1面2線を有する地上駅。構内北側の駅舎とホームの間はエレベーター付きの跨線橋で連絡している。坂城町が業務を受託する簡易委託駅である。木造駅舎を有する。
なお、当駅には発車ベルが設置されており、スピーカーによって音色や速度が異なる。

### のりば
| 番線 | 路線          | 方向 | 行先       |
| ---- | ------------- | ---- | ---------- |
| 1    | ■しなの鉄道線 | 上り | 軽井沢方面 |
| 2    | ■しなの鉄道線 | 下り | 長野方面   |

（出典：しなの鉄道:駅構内マップ）

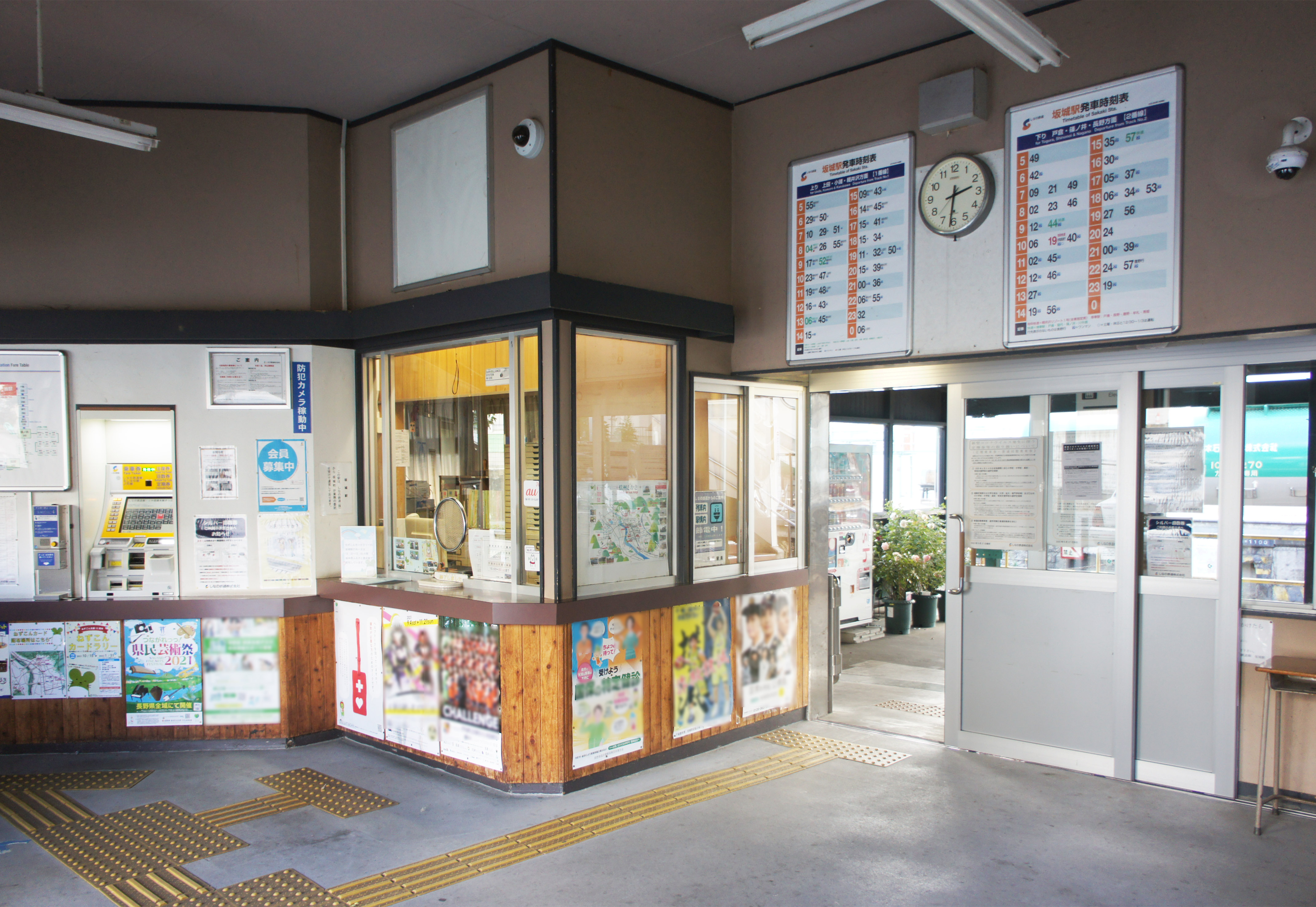
改札口（2021年10月）
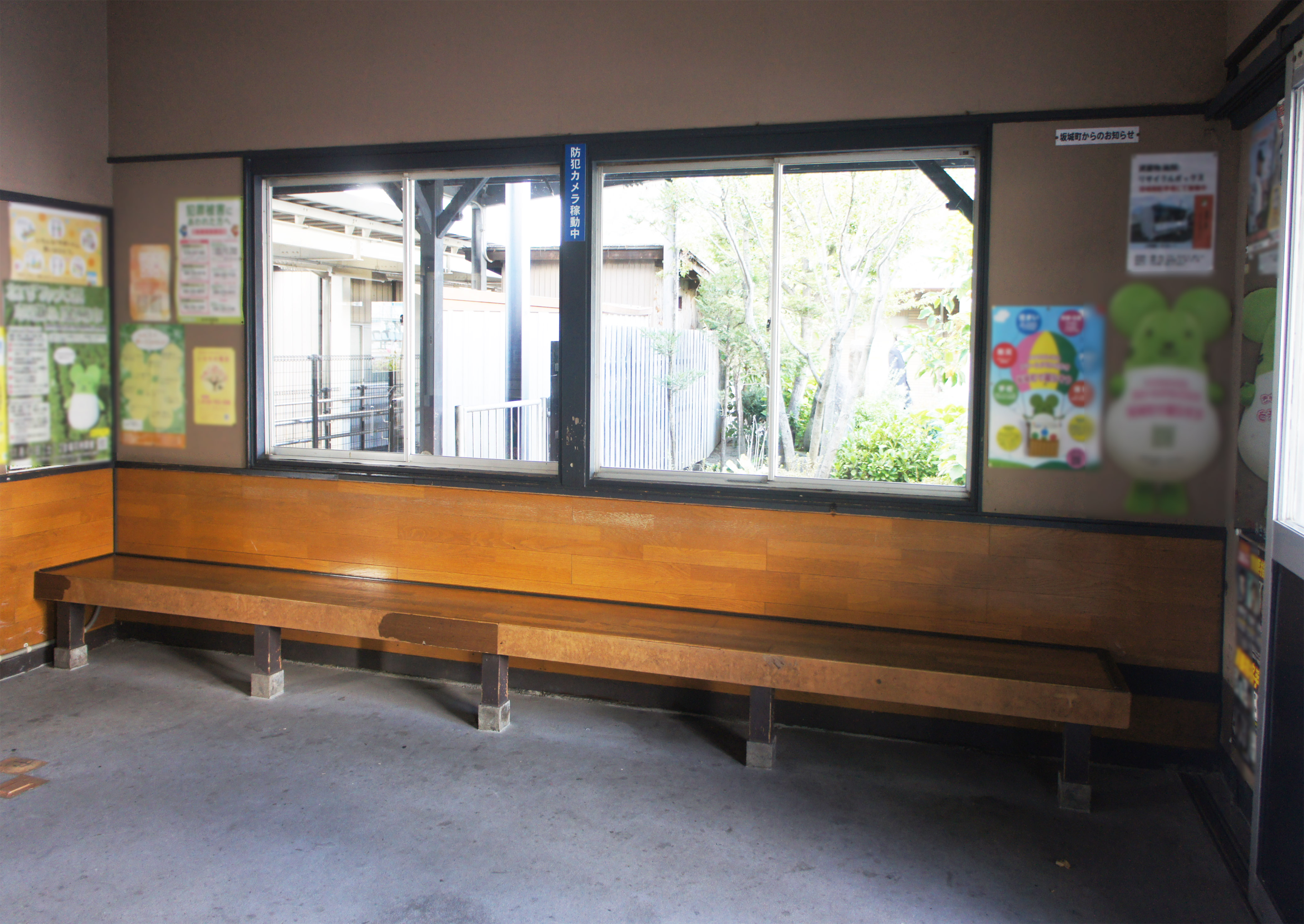
待合室（2021年10月）
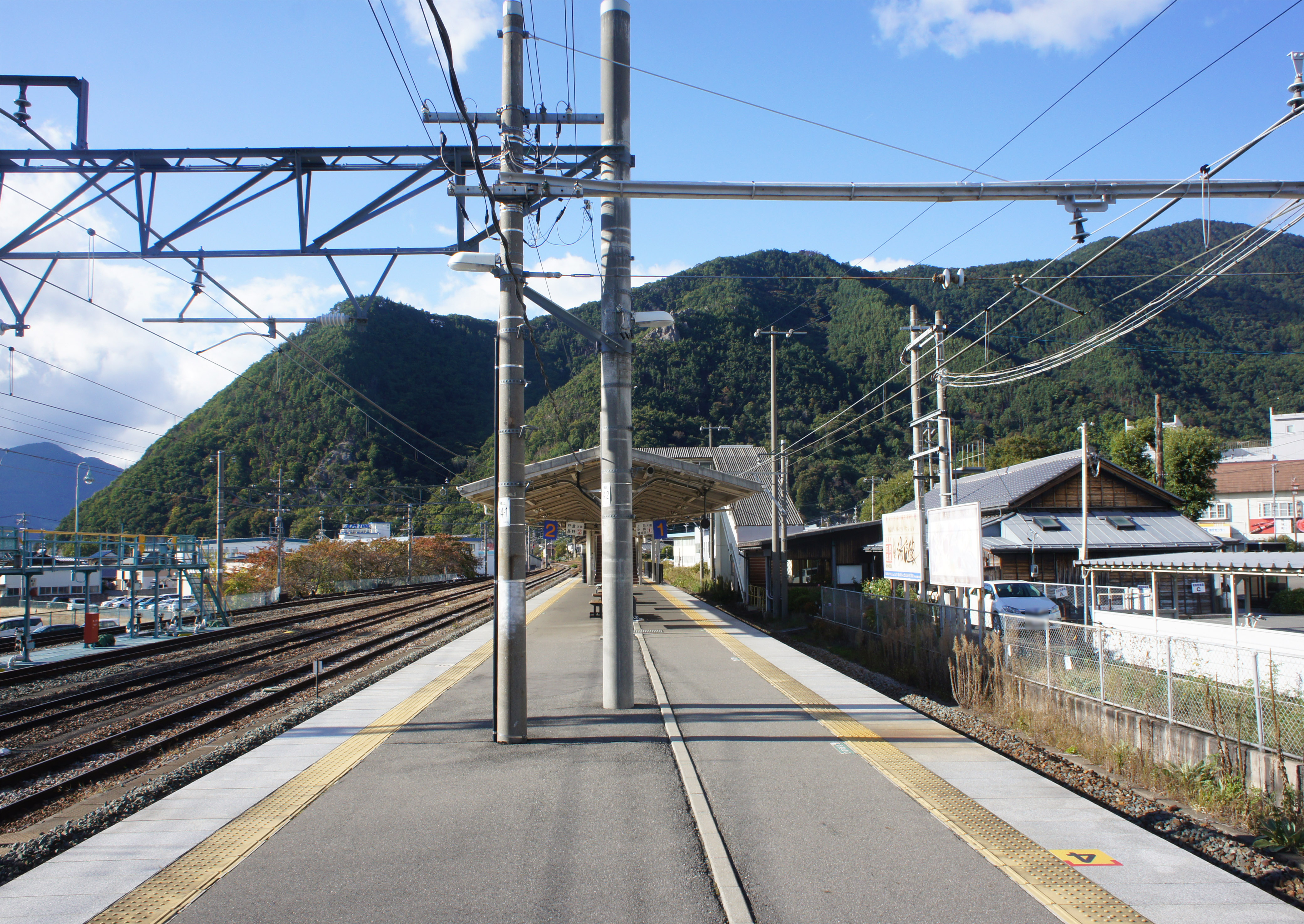
ホーム（2021年10月）

### 貨物取扱・専用線

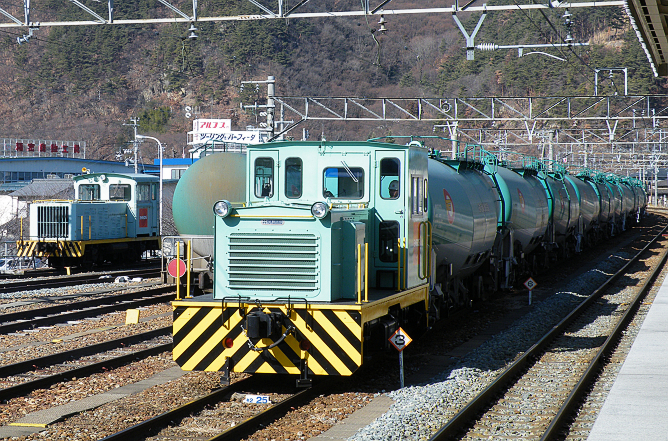
到着した石油貨物列車を荷役線へ移動するスイッチャー（DB25）。左奥のものは予備機（2009年1月）

JR貨物の駅は、専用線発着車扱貨物取扱駅となっている。
駅南側にある、ENEOS北信油槽所の荷役設備へ続く専用線があり、当駅では油槽所に到着する石油取扱いがある。石油を輸送する貨物列車は1日2往復、根岸駅との間に設定されている。うち1往復は高速貨物列車、残りの1往復は専用貨物列車である。

## 利用状況

### 旅客
「坂城町統計書」によると、2021年度（令和3年度）の乗車人員は663人である。
2002年度（平成14年度）以降の推移は以下の通り。
| 乗車人員推移       | 乗車人員推移     | 乗車人員推移 |
| 年度               | 1日平均 乗車人員 | 出典         |
| ------------------ | ---------------- | ------------ |
| 2002年（平成14年） | 1,119            | [ 坂城 2 ]   |
| 2003年（平成15年） | 1,061            | [ 坂城 2 ]   |
| 2004年（平成16年） | 1,059            | [ 坂城 2 ]   |
| 2005年（平成17年） | 1,043            | [ 坂城 2 ]   |
| 2006年（平成18年） | 1,043            | [ 坂城 2 ]   |
| 2007年（平成19年） | 1,008            | [ 坂城 2 ]   |
| 2008年（平成20年） | 976              | [ 坂城 2 ]   |
| 2009年（平成21年） | 983              | [ 坂城 2 ]   |
| 2010年（平成22年） | 993              | [ 坂城 1 ]   |
| 2011年（平成23年） | 990              | [ 坂城 1 ]   |
| 2012年（平成24年） | 960              | [ 坂城 1 ]   |
| 2013年（平成25年） | 964              | [ 坂城 1 ]   |
| 2014年（平成26年） | 894              | [ 坂城 1 ]   |
| 2015年（平成27年） | 881              | [ 坂城 1 ]   |
| 2016年（平成28年） | 846              | [ 坂城 1 ]   |
| 2017年（平成29年） | 838              | [ 坂城 1 ]   |
| 2018年（平成30年） | 843              | [ 坂城 1 ]   |
| 2019年（令和元年） | 789              | [ 坂城 1 ]   |
| 2020年（令和02年） | 617              | [ 坂城 1 ]   |
| 2021年（令和03年） | 663              | [ 坂城 1 ]   |

### 貨物
「坂城町統計書」によると、当駅発着の貨物量の推移は以下の通り。
| 貨物輸送推移       | 貨物輸送推移     | 貨物輸送推移     | 貨物輸送推移 |
| 年度               | 発送 （単位：t） | 到着 （単位：t） | 出典         |
| ------------------ | ---------------- | ---------------- | ------------ |
| 2002年（平成14年） | 41,508           | 441,610          | [ 坂城 3 ]   |
| 2003年（平成15年） | 41,712           | 443,850          | [ 坂城 3 ]   |
| 2004年（平成16年） | 45,200           | 474,731          | [ 坂城 3 ]   |
| 2005年（平成17年） | 41,028           | 435,908          | [ 坂城 3 ]   |
| 2006年（平成18年） | 37,784           | 403,988          | [ 坂城 3 ]   |
| 2007年（平成19年） | 37,056           | 397,342          | [ 坂城 3 ]   |
| 2008年（平成20年） | 33,040           | 354,824          | [ 坂城 3 ]   |
| 2009年（平成21年） | 32,628           | 351,401          | [ 坂城 3 ]   |
| 2010年（平成22年） | 35,500           | 380,284          | [ 坂城 4 ]   |
| 2011年（平成23年） | 42,092           | 452,488          | [ 坂城 4 ]   |
| 2012年（平成24年） | 39,392           | 452,488          | [ 坂城 4 ]   |
| 2013年（平成25年） | 43,140           | 463,702          | [ 坂城 4 ]   |
| 2014年（平成26年） | 39,844           | 427,858          | [ 坂城 4 ]   |
| 2015年（平成27年） | 38,632           | 415,026          | [ 坂城 4 ]   |
| 2016年（平成28年） | 39,072           | 419,841          | [ 坂城 4 ]   |
| 2017年（平成29年） | 40,656           | 436,543          | [ 坂城 4 ]   |
| 2018年（平成30年） | 39,200           | 420,997          | [ 坂城 4 ]   |
| 2019年（令和元年） | 37,008           | 397,848          | [ 坂城 4 ]   |
| 2020年（令和02年） | 35,632           | 382,397          | [ 坂城 4 ]   |
| 2021年（令和03年） | 34,296           | 368,940          | [ 坂城 4 ]   |

## 駅周辺
- ENEOS北信油槽所
- 坂城町役場[1]
- 長野県坂城高等学校[1]
- 国道18号
- 鉄の展示館[1]
- 坂木宿[1]
- 葛尾城[1]

### バス路線
最寄り停留所は、坂城駅前となる。坂城町循環バス（信州観光バスに運行を委託）が乗入れている。

## 隣の駅
しなの鉄道
■しなの鉄道線
- 特別快速「軽井沢リゾート号」一部停車駅（下りのみ）、観光列車「ろくもん」停車駅

□快速（一部は当駅通過）
上田駅 - 坂城駅 - 戸倉駅
■普通
テクノさかき駅 - 坂城駅 - 戸倉駅

### 記事本文
1. 1 2 3 4 5 6 7 8 9 10 11 12 13 14 15 16 17 18  信濃毎日新聞社出版部『長野県鉄道全駅 増補改訂版』信濃毎日新聞社、2011年7月24日、251頁。ISBN 9784784071647。
2. 1 2 3 4 5  石野哲（編）『停車場変遷大事典 国鉄・JR編 Ⅱ』（初版）JTB、1998年10月1日、577頁。ISBN 978-4-533-02980-6。
3. ↑  “しなの鉄道、乗り継ぎ割引を廃止 減便や無人駅拡大も 22年春から順次 経営改善策”. 信濃毎日新聞. (2021年11月27日) 2021年12月6日閲覧。
4. ↑  “しなの鉄道全線への「Suica」導入について”.   しなの鉄道. 2025年2月27日閲覧。

### 利用状況
坂城町統計書
1. 1 2  “9-9．坂城駅乗車人員の推移” (xls). 坂城町統計書（令和4年度）.   坂城町. 2023年11月13日時点のオリジナルよりアーカイブ。2023年11月14日閲覧。
2. ↑  “9-10．坂城駅乗車人員の推移” (xls). 坂城町統計書（平成22年度版）.   坂城町. 2023年11月13日時点のオリジナルよりアーカイブ。2023年11月14日閲覧。
3. ↑  “9-9．坂城駅貨物取扱状況の推移” (xls). 坂城町統計書（平成22年度版）.   坂城町. 2023年11月13日時点のオリジナルよりアーカイブ。2023年11月14日閲覧。
4. ↑  “9-8．坂城駅乗車人員の推移” (xls). 坂城町統計書（令和4年度）.   坂城町. 2023年11月13日時点のオリジナルよりアーカイブ。2023年11月14日閲覧。